# Куфарев, Павел Парфеньевич
Павел Парфеньевич Куфарев (31 марта [13 апреля] 1909, Томск, Российская империя — 17 июля 1968, Томск, СССР) — советский математик и педагог высшей школы. Заслуженный деятель науки и техники РСФСР (1968).

## Биография
Родился в семье служащих. В 1927 году окончил школу-девятилетку № 5 города Томска.
Обучение в Томском университете начал на химическом отделении физико-математического факультета, но затем перевёлся на математическое отделение. В 1931 году окончил физико-математический факультет ТГУ по специальности прикладная математика. По распределению начал работать в специальном конструкторском бюро ленинградского завода «Красный Путиловец».
В 1932 году возвратился на физико-математический факультет ТГУ и занял должность ассистента. В 1936 году защитил кандидатскую диссертацию «К вопросу о кручении и изгибе стержней полигонального сечения», а в 1943 году — докторскую диссертацию «Об однопараметрических семействах однолистных функций».
С 1938 по 1940 год — заведующий кафедрой теоретической механики ТГУ, с 1940 по 1964 год — заведующий кафедрой математического анализа, профессор с 1944 года. В 1941/42 и 1944/45 учебных годах работал по совместительству в Томском педагогическом институте, читал лекции по теоретической механике на физико-математическом факультете.
Выступил инициатором открытия в ТГУ механико-математического факультета факультета (открыт в 1948 году) и с 1952 года по 1955 год был деканом факультета, с 1965 по 1968 год — заведовал кафедрой теории функций.
До создания Сибирского отделения Академии наук СССР в Новосибирске П. П. Куфарев был единственным в Сибири математиком с учёной степенью доктора наук.
Под руководством Куфарева защищено 23 кандидатские диссертации, трое из его учеников защитили докторские диссертации (Г. Д. Суворов — член-корреспондент АН УССР, И. А. Александров — член-корреспондент Российской академии образования, В. Г. Пряжинская — Заслуженный деятель науки РФ).
Скончался после тяжёлой болезни.

## Научные интересы
Фундаментальные результаты в области теории функций комплексного переменного с приложениями к задачам гидромеханики, теории упругости, теории анизотропных тел. Разработал метод определения параметров Кристоффеля—Шварца в приближенных вычислениях.
В теории краевых задач известно Куфарева-Лёвнера уравнение.

## Память
В НИИ прикладной математики и механики при ТГУ установлена ежегодная премия имени П. П. Куфарева за лучшую научную работу в области математики и механики.
К столетнему юбилею Павла Парфеньевича Куфарева в ТГУ было подготовлено и выпущено издание Трудов П. П. Куфарева. (Томск: Изд-во НТЛ, 2009. 372 с.).